# Catallagia dacenkoi
Catallagia dacenkoi är en loppart som beskrevs av Ioff 1940. Catallagia dacenkoi ingår i släktet Catallagia och familjen mullvadsloppor. Inga underarter finns listade i Catalogue of Life.